# Noi e la Giulia
 (janvier 2021).
Si vous disposez d'ouvrages ou d'articles de référence ou si vous connaissez des sites web de qualité traitant du thème abordé ici, merci de compléter l'article en donnant les références utiles à sa vérifiabilité et en les liant à la section « Notes et références ».
Pour plus de détails, voir Fiche technique et Distribution.
Noi e la Giulia est un film italien réalisé par Edoardo Leo sorti en 2015. Il est tiré du roman Giulia 1300 e altri miracoli écrit par Fabio Bartolomei.

## Synopsis
Trois Italiens mécontents de leur vie décident d'ouvrir un petit hôtel à la campagne à partir d'une vieille villa. C'est alors qu'ils reçoivent la visite d'un mafieux au volant de son Alfa Romeo Giulia.

## Distribution
- Luca Argentero : Diego
- Stefano Fresi : Claudio
- Claudio Amendola : Sergio
- Edoardo Leo : Fausto
- Anna Foglietta : Elisa
- Carlo Buccirosso : Vito
- Rufin Doh Zeyenouin : Abu
- Antonio Pennarella